# کارگزار

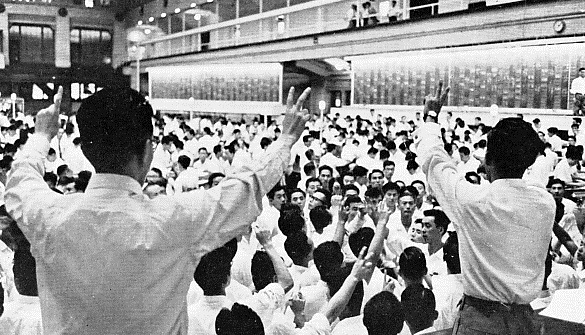
تصویری ازکارگزاران یک کارگزاری در دهه ۱۹۶۰

کارگزار به فرد یا سازمانی گفته می‌شود که بین خریدار و فروشنده ارتباط لازم را به وجود می‌آورد و در ازای آن حق‌العمل (حق کمیسیون) دریافت می‌نماید.
یک کارگزار به‌طور عام مجموعه‌ای از فعالیت‌های لازم بین خریدار و فروشنده را با توجه به مسئولیت قبلی که خریدار و فروشنده به او واگذار کرده‌اند انجام می‌دهد تا در شرایط مشخص و امن موضوع مورد معامله و هزینه‌های اصلی و جانبی آن تبادل گردد.
با توجه به این تعریف مشخص می‌گردد که با توجه به هر بازاری به‌طور حتم کارگزارهای اختصاصی برای آن بازار وجود دارد. به‌طور مثال:
- کارگزار اوراق بهادار
- کارگزار نشریات[۲]
- کارگزار املاک
- کارگزار فارکس

## کارگزار املاک
کارگزار املاک به فرد یا سازمانی گفته می‌شود که با توجه به مهارت‌های لازم برای انجام معامله، در جهت حفظ منافع خریدار یا فروشنده در جریان خرید و فروش ملک ارتباط لازم را میان طرفین به وجود می‌ آورد.
کارگزار املاک مجموعه‌ای از فعالیت‌های لازم بین خریدار و فروشنده را با توجه به مسئولیت قبلی که خریدار و فروشنده به او واگذار کرده‌اند انجام می‌دهد تا در شرایط مشخص و امن موضوع مورد معامله و هزینه‌های اصلی و جانبی آن تبادل گردد.
در ایران، بنگاه‌های مشاور املاک که در حال حاضر در زمینه معاملات املاک و مستغلات فعالیت می‌کنند در واقع نمونه‌های ساده‌تری از کارگزاری املاک هستند.

## کارگزار فارکس
به شرکت‌های خدمات مالی گفته می‌شود که دسترسی معامله گران را به بستر خرید و فروش ارزهای خارجی (فارکس) فراهم می‌کند. در واقع در فارکس تنها ارز کشورها مبادله می‌شود اما کارگزاری‌های فارکس علاوه بر ارز کشورها به مشتریان خود اجازه دسترسی به معاملات طلا، نقره، شاخص‌ها و برخی رمزارزها را به شکل CFD (قرارداد ما به التفاوت) می‌دهند. این شرکت‌ها تحت قوانین مشخصی فعالیت می‌کنند.

## وظایف کارگزار
- معاملات مربوط به اوراق بهادار
- مشاوره
- بازگردانی اوراق بهادار
- خدمات مالی
- تعهد پذیره نویسی

## انواع شرکت‌های کارگزار
1. کارگزاری با خدمات کامل (به مشتریان اطلاعات و مشاوره می‌دهند)
2. کارگزاری با تخفیف (بدون مشاوره)[۳]